# 賀比·漢考克
賀伯特·傑佛瑞·賀比·漢考克（英語：Herbert Jeffrey "Herbie" Hancock，1940年4月12日—）美国音樂家、乐队指挥和作曲家。曾参加迈尔士·戴维斯的“second great quintet 」。他的音乐有着爵士、现代古典音乐风格。